# ТЕС Чангпур (Doreen Power)
23°12′27″ пн. ш. 90°40′22″ сх. д. / 23.20750° пн. ш. 90.67278° сх. д.
ТЕС Чандпур (Doreen Power) – електростанція, що споруджується компанією Doreen Power за півсотні кілометрів на південний схід від Дакки. 
В 21 столітті на тлі стрімко зростаючого попиту у Бангладеш почався розвиток генеруючих потужностей на основі двигунів внутрішнього згоряння, які могли бути швидко змонтовані. Зокрема, у 2020 році компанія Doreen Power узялась за спорудження такого майданчику в Чандпурі. Тут мають встановити 6 генераторних установок загальною потужністю 125 МВт від компанії MAN – 2 типу 20V45/60  потужністю по 26 МВт та чотири типу 18V51/60TS. За договором із державною електроенергетичною корпорацією Bangladesh Power Development Board майданчик Confidence Power має гарантувати поставку 113 МВт електроенергії. 
Як паливо станція використовуватиме нафтопродукти.
Видача продукції відбуватиметься по ЛЕП, розрахованій на роботу під напругою 132 кВ.
Через пандемію вірусу COVID-19 первісні терміни введення станції в експлуатацію були відтерміновані.
Можливо відзначити, що в цьому ж районі вже діють ТЕС Чандпур державної компанії BPDB та ТЕС Чангпур компанії Desh Energy.